# Duncan Haldane
Frederick Duncan Michael Haldane FRS, född 14 september 1951 i London, är en brittisk fysiker. 
Han är Eugene Higgins-professor i fysik vid fysikinstitutionen vid Princeton University i USA, och en Distinguished Visiting Research Chair vid Perimeter Institute for Theoretical Physics. Han tilldelades år 2016 Nobelpriset i fysik tillsammans med David J. Thouless och John M. Kosterlitz.